# Model Taxi
Taxi Driver (en hangul, 모범택시; en hanja, 模範택시; romanización revisada, Mobeomtaeksi), es una serie de televisión surcoreana transmitida del 9 de abril de 2021 hasta el 29 de mayo de 2021 a través de SBS.
La serie es una adaptación del webtoon de "The Deluxe Taxi" Carlos y Lee Jae-jin.
En diciembre de 2021 se confirmó que la serie había sido renovada para una segunda temporada, la cual será estrenada en 2022.

## Sinopsis
La serie se centra en "Rainbow Taxi Company", un misterioso servicio de taxis donde sus miembros se vengan en nombre de las víctimas que no pueden obtener justicia por parte de la ley.
Kim Do-gi es un misterioso ex oficial de las fuerzas especiales que trabaja como conductor de la compañía de taxis, cuya madre fue asesinada cuando era joven. A él se le unen: Jang Sung-chul, el director de la agencia de taxis y Go-eun, una hacker y especialista en tecnología de la información.
Por otro lado, Kang Ha-na es una apasioada abogada que odia las injusticias, que luego de conocer el trabajo de la compañía de taxis. se interesa por ellos.

## Reparto

### Personajes principales[13]
- Lee Je-hoon como Kim Do-gi, un graduado de la Academia Naval de Corea que se convierte en un oficial de UDT (equipo de demolición submarina), cuya vida da un vuelco cuando su madre es asesinada por un asesino en serie. Ahora trabaja como un taxista de lujo para la empresa "Rainbow Taxi Company", quienes ofrecen el servicio especial de "llamada de venganza", para aquellos clientes que han sufrido alguna injusticia.[14][15][16]
- Kim Eui-sung como Jang Sung-chul, el cálido y gentil director ejecutivo del misterioso servicio de taxis "Rainbow Taxi Company", así como el despiadado jefe de la operación para castigar a quienes se aprovechan de los indefensos.[17]
- Pyo Ye-jin como Ahn Go-eun, una joven que se hace llamar "especialista en tecnología de la información" mientras que sus compañeros la consideran una hacker que trabaja para la compañía "Rainbow Taxi Company". Su hermana mayor Ahn Jung-eun, murió luego de ser víctima de las acciones ilegales de Park Yang-jin.[18][19]
- Cha Ji-yeon como Baek Sung-mi, la intimidante "madrina" del mundo de las finanzas clandestinas en "Paradise Credit Information". Es una mujer que reina sobre una industria clandestina despiadada que generalmente está dominada por hombres, ejerciendo un poder increíble, el cual no tiene miedo de usar.[20]
- Esom como Kang Ha-na, una honesta fiscal que busca la verdad y la justicia, pero que tiende a volverse violenta cuando se enfrenta cara a cara con la injusticia. Cuando conoce a Kim Do-gi, se interesa por su peculiar trabajo.[21][22]

### Personajes secundarios
- Jang Hyuk-jin como Choi Kyung-goo, un miembro y uno de los ingenieros de la compañía "Rainbow Taxi Company" y el hermano de Park Jin-eon.[23]
- Bae Yoo-ram como Park Jin-eon, un miembro y uno de los ingenieros de la compañía "Rainbow Taxi Company" y el hermano de Choi Kyung-goo.[24]
- Lee Ho-chul como Goo Seok-jin, un secretario en "Paradise Credit Information".
- Lee Yoo-joon como Wang Min-ho, un investigador de la oficina del fiscal del distrito Norte de Seúl y amigo de la fiscal Kang Ha-na, más tarde es asesinado lo que destroza a Ha-na, quien posteriormente acude a "Rainbow Taxi Company" para pedirles que se vengen del responsable de la muerte de Min-ho, ya que sus métodos siguiendo la ley no sirvieron.
- Yoo Seung-mok como Jo Jin-woo, un miembro de la oficina del fiscal del distrito Norte de Seúl.
- Yoo Yeon-soo como So-eun, una miembro de la oficina del fiscal del distrito Norte de Seúl.
- Jo Suk-hyun como Cho Do-chul, un delincuente sexual que sale de prisión antes de tiempo y busca vengarse del hombre que quiere que cambie y del hombre que lo secuestró. Cuando se escapa de Baek Sung-mi, va a buscar a Jang Sung-chul y lo apuñala.

#### Casos

##### Changsung Jeotgal Factory
- Cho In como Kang Maria, la primera clienta de  "Rainbow Taxi Company", a quienes acude para buscar venganza en contra de Park Ju-chan. Tiene una discapacidad mental y sin saberlo, fue llevada a trabajar a la fábrica "Changsung Jeotgal" (Ep. 1-2, 13-14).
- Tae Hang-ho como Park Ju-chan, el director general de la fábrica "Changsung Jeotgal", un hombre que recurre a la explotación laboral, el encierro ilegal y el abuso habitual de los trabajadores (Ep. 1-2, 13-14).[25]
- Song Duk-ho como Jo Jong-geun, el cuñado de Park Ju-chan (Ep. 1-2, 13-14).[26]
- Kim Do-yeon como Choi Jong-sook, una trabajadora social y manipuladora que se encarga de llevar a Kang María a trabajar a la fábrica (Ep. 1-2, 13).
- Jo Dae-hee como Kim Hyung-wook, un jefe (Ep. 1-4).
- Kim Kang-il como Nam Kyu-jung (Ep. 1-2).
- Lee Chun-moo como un pequeño huérfano (Ep. 1-2).
- Choi Hyun-jin como un pequeño huérfano (Ep. 1-2).
- Lee Chae-bin como una pequeña huérfana (Ep. 1-2).

##### Sejung High School
- Park Joon-mok como Park Jung-min, un joven y el segundo cliente de "Rainbow Taxi Company". Es un estudiante de segundo año de la escuela "Sejung High School", que ha sido intimidado por Park Seung-tae y sus amigos con frecuencia (Ep. 3-4).
- Choi Hyun-wook como Park Seung-tae, un estudiante de la escuela "Sejung High School", quien junto a su grupo de amigos acosan e intimidan con frecuencia a Park Jung-min (Ep. 3-4).
- Lee Jae-hak como Jang Hyung-shik, un estudiante de la escuela "Sejung High School" y amigo de Seung-tae, que con frecuencia acosa e intimida a Park Jung-min (Ep. 3-4).
- Lee Min-jae como Oh Hak-soo, un estudiante de la escuela "Sejung High School" y amigo de Seung-tae, que con frecuencia acosa e intimida a Park Jung-min (Ep. 3-4).[27]
- Jeon Yeong-in como Oh Soo-nam (Ep. 3-4).

##### U Data
- Jung Sung-il como Seo Young-min, un antiguo empleado de "U Data" que fue abusado por Park Yang-jin. Kim Do-gi acepta personalmente buscar venganza en su nombre, ya que este caso involucra a Ahn Go-eun y su hermana Ahn Jung-eun. Young-min se convierte en el tercer cliente de la compañía "Rainbow Taxi Company" (Ep. 5-8).
- Baek Hyun-jin como Park Yang-jin, el presidente de la oficina de planificación estratégica de "U Data", un hombre que se ve a sí mismo como el héroe de todos, pero al que en realidad le encanta ridiculizar a sus empleados y justifica todo con dinero. Cuando las acciones de alguien no son de su agrado, abusa físicamente de ellos, llegando en algunos casos hasta el punto de casi matar a sus víctimas. También está involucrado en subir videos para adultos filmados ilegalmente. Ahn Jung-eun, la hermana mayor de Ahn Go-eun fue una de sus víctimas. Cuando Kim Do-gi descubre esto se venga de todos los involucrados y termina explotando el centro de datos (Ep. 5-8).
- Jo Ha-seok comoo el señor Jung, un director en "U Data" y la mano derecha de Park Yang-jin (Ep. 5-8).
- Kim Jae-young como el señor Lee, un jefe de departamento en "U Data" (Ep. 5-8, 13-14).
- Lee Da-il como el señor Ahn, un responsable de departamento en "U Data". Es el responsable de grabar ilegalmente a mujeres inocentes y subir los videos para adultos. Ahn Jung-eun, la hermana mayor de Ahn Go-eun fue una de sus víctimas.
- Kwak Min-gyoo como Jeon Jin-won, un antiguo empleado de "U Data" (Ep. 5-8).
- Seo Han-gyeol como Joo Jo-bin, el "novio" de Ahn Jung-eun, la hermana mayor de Ahn Go-eun. Es el actor en los videos donde utilizan a mujeres inocentes, grabándolas ilegalmente teniendo relaciones y posteriormente suben los videos para adultos. Aunque al inicio le dice a Jung-eun que el video de ambos se había filtrado accidentalmente, poco después se descubre que en realidad él lo había difundido a propósito. Cuando Kim Do-gi descubre su identidad, furioso va al set de filmación y lo ataca. Poco después logra salir de la cárcel y ataca a Go-eun, sin embargo Do-gi la rescata y ataca a Jo-bin (Ep. 6-7, 13-14).
- Ryu Yi-jae como Ahn Jung-eun, la hermana mayor de Ahn Go-eun y novia de Ahn Jung-eun. Se suicidó luego de ser víctima de hombres que filmaban de forma ilegal a jóvenes inocentes y luego subían los videos para adultos a internet. Cuando Go-eun descubre esto, queda destrozada, su salud mental se ve afectada y pierde la cordura, aunque luego de ser atendida mejora. Más tarde, cuando el caso vuelve a resurgir Go-eun jura vengarse y cuando Kim Do-gi descubre esto, se venga personalmente de los responsables de la muerte de su hermana (Ep. 7-8).

##### Voice Phishing Organisation
- Shim So-young como madam Lim, la jefa de una organización que realiza phishing de voz ubicada dentro de un restaurante de comida china (Ep. 9-10).[28]
- Park Seung-tae como una mujer mayor que recicla y una víctima del phishing de voz (Ep. 9-10).
- Kim Dae-gon como un empleado de Madam Lim (Ep. 9-10).

##### Nakwon C&C / Embassy of Bahamas
- Han Kyu-won como Go Dong-hee (Ep. 11, 13).
- Lee Ho-cheol como Goo Young-tae, un criminal y el hermano gemelo de Goo Seok-jin, así como el director gerente júnior de "Nakwon C&C" (Ep. 11-14).
- Jung Kang-hee como Shim Woo-seob (Ep. 11-12).
- Heo Jung-do como Park Dong-pil, un detective (Ep. 11-12).
- Lee Ha-eun como la hermana de Go Dong-hee e hija menor del pastor Go (Ep. 11, 13).
- Lee Yoon-hee como el señor Go, un pastor y el padre de Go Dong-hee (Ep. 11).

##### Serial Killer Chul-young's
- Yang Dong-tak como Oh Chul-young, un asesino en serie y el responsable de la muerte de los padres de Jang Sung-chul y de la madre de Kim Do-gi (Ep. 15-16).
- Jeon Seok-chan como Kim Chul-jin (Ep. 15-16).
- Ryu Sung-rok como Han Dong-chan / Oh Hyun-soo, el hijo de Oh Chul-young y un guardia de la prisión (Ep. 15-16).

### Otros personajes
- Lee Seung-yeon como la madre de Kim Do-gi, su asesinato ocasionó que Do-gi se uniera al "Rainbow Taxi Company" y buscara vengarza de todos aquellos que comenten crímenes.
- Oh Moon-kang como un criminal que termina hospitalizado (Ep. 1).
- Lee Dong-hee como el padre del criminal que termina hospitalizado (Ep. 1).
- Ma Jung-pil como un doctor (Ep. 3).
- Lee Yoon-hee como un pastor.
- Jun Jeong-il como un hombre borracho.
- Im Chae-hyun como una estudiante de la escuela "Sejung High School" (Ep. 3-4).
- Lee Tae-hyung como el director de la escuela "Sejung High School" (Ep. 3-4).
- Jeon Young-mi como una maestra de la escuela "Sejung High School" (Ep. 3-4).
- Goo Shi-yeon como la madre de Park Jung-min (Ep. 3-4).
- Kim Se-bin como una estudiante (Ep. 4).
- Park Sang-jong como un cliente de "Paradise Credit Information" (Ep. 4-5).
- Uhm Tae-ok (Ep. 5).
- Kim Mi-ran como Yang Jung-mi, una psiquiatra (Ep. 5).
- Hong Ye-ji como una enfermera (Ep. 5).
- Jeon Young como la vecina de Seo Young-min (Ep. 5).
- Lee Rang-seo como una empleada de "U Data (Ep. 6).
- Lee Heon-il como un empleado de "U Data" (Ep. 6).
- Yoon Bok-sung como un entrevistador del examen de barra (Ep. 6).
- Park Jung-eon como una entrevistadora del examen de barra (Ep. 6).
- Lee Tae-young como un conocido de Park Yang-jin (Ep. 6-7).
- Hong Dae-sung como un detective (Ep. 7).
- Park Eun-woo como una joven modelo que está a punto de convertirse en una de las víctimas de los hombres que filman de forma ilegal a jóvenes inocentes y luego suben los videos para adultos a internet (Ep. 7).
- Kim Han-sang como un abogado (Ep. 7).
- Oh Se-eun como una amiga de Ahn Jung-eun (Ep. 7).
- Kim Hye-ji como la esposa de Seo Young-min (Ep. 7).
- Woo Sang-hee como una reportera (Ep. 9).
- Lee Taek-geun como un reportero (Ep. 9).
- Ha Nam-woo como un reportero (Ep. 9).
- Shin Hee-gook como un oficial de la policía (Ep. 9).
- Je Seung-hyun como la estilista que le arregla el cabello a Choi Kyung-goo y Park Jin-eon (Ep. 9).
- Won Chun-gyu como el jefe de una pandilla rival (Ep. 10).
- Han Hyun-ah como Lee Hye-yeon, la novia de Go Dong-hee (Ep. 11).
- Kim Hyun-tae como un mesero del bar (Ep. 11).
- Hong Sang-pyo como un detective (Ep. 11-12).
- Min Kyung-ok como la madre del inspector Wang Min-ho (Ep. 12).
- Lee Joo-ye como una vendedora de la tienda de buceo (Ep. 12).
- Choi Nam-wook como un empleado de "Namson Industries" (Ep. 12).
- Kim Yool-ho como el abogado de Goo Young-tae (Ep. 12).
- Yoo Sang-hoon.
- Kim Joo-a como la hermana de Han Jung-hoon (Ep. 13).
- Kim Deok-ju como la hermana de Han Jung-hoon (Ep. 13).
- ¿? como Jack Johnson, el embajador de las Bahamas (Ep. 13).
- Kim Woo-jin como un joven guardia de seguridad de la Embajada (Ep. 13).
- Anupam Tripathi.

### Apariciones especiales
- Yoon Do-hyun como Yoon Gi-sa, un conductor de taxi (Ep. 1).
- Lee Young-ae como una guía (voz) del servicio de "Rainbow Taxi Revenge Service" (Ep. 1).
- Park Geun-hyung como Han Jung-hoon, el esposo de Baek Sung-mi (Ep. 13).
- Ryu Hyun-kyung como la hermana menor de Baek Sung-mi (Ep. 15-16).
- Park Jin-hee como Do, una fiscal, quien llega para reemplazar a Jo Jin-woo como fiscal en jefe adjunto de la Fiscalía del distrito Norte de Seúl (Ep. 15-16).

## Episodios
La serie está conformada por dieciséis episodios, los cuales fueron emitidos todos los viernes y sábados a las 22:00 Huso horario de Corea (KST).

### Índice de audiencia
Los números en color rojo indican las calificaciones más bajas, mientras que los números en azul indican las calificaciones más altas.
| Ep.      | Parte    | Fecha de emisión    | Participación promedio de audiencia | Participación promedio de audiencia |
| Ep.      | Parte    | Fecha de emisión    | AGB Nielsen                         | AGB Nielsen                         |
| Ep.      | Parte    | Fecha de emisión    | Nacional                            | Seúl                                |
| -------- | -------- | ------------------- | ----------------------------------- | ----------------------------------- |
| 1        | 1        | 9 de abril de 2021  | 8.7 % (7.ª)                         | 9.4 % (5.ª)                         |
| 1        | 2        | 9 de abril de 2021  | 10.7 % (3.ª)                        | 11.2 % (3.ª)                        |
| 2        | 1        | 10 de abril de 2021 | 7.3 % (9.ª)                         | 8.5 % (5.ª)                         |
| 2        | 2        | 10 de abril de 2021 | 13.5 % (3.ª)                        | 15.0 % (3.ª)                        |
| 3        | 1        | 16 de abril de 2021 | 9.8 % (5.ª)                         | 10.3 % (4.ª)                        |
| 3        | 2        | 16 de abril de 2021 | 13.6 % (3.ª)                        | 14.5 % (2.ª)                        |
| 4        | 1        | 17 de abril de 2021 | 11.5 % (4.ª)                        | 11.8 % (4.ª)                        |
| 4        | 2        | 17 de abril de 2021 | 15.6 % (1.ª)                        | 16.3 % (1.ª)                        |
| 5        | 1        | 23 de abril de 2021 | 12.3 % (4.ª)                        | 13.3 % (4.ª)                        |
| 5        | 2        | 23 de abril de 2021 | 14.2 % (3.ª)                        | 15.6 % (1.ª)                        |
| 6        | 1        | 24 de abril de 2021 | 8.7 % (5.ª)                         | 9.2 % (5.ª)                         |
| 6        | 2        | 24 de abril de 2021 | 16.0 % (3.ª)                        | 16.8 % (3.ª)                        |
| 7        | 1        | 30 de abril de 2021 | 12.9 % (4.ª)                        | 14.3 % (2.ª)                        |
| 7        | 2        | 30 de abril de 2021 | 15.1 % (2.ª)                        | 16.3 % (1.ª)                        |
| 8        | 1        | 1 de mayo de 2021   | 8.3 % (5.ª)                         | 9.0 % (5.ª)                         |
| 8        | 2        | 1 de mayo de 2021   | 15.2 % (3.ª)                        | 15.9 % (3.ª)                        |
| 9        | 1        | 7 de mayo de 2021   | 12.0 % (4.ª)                        | 12.9 % (4.ª)                        |
| 9        | 2        | 7 de mayo de 2021   | 14.7 % (3.ª)                        | 16.0 % (1.ª)                        |
| 10       | 1        | 8 de mayo de 2021   | 10.1 % (4.ª)                        | 11.2 % (5.ª)                        |
| 10       | 2        | 8 de mayo de 2021   | 15.4 % (3.ª)                        | 17.0 % (3.ª)                        |
| 11       | 1        | 14 de mayo de 2021  | 12.4 % (4.ª)                        | 13.9 % (4.ª)                        |
| 11       | 2        | 14 de mayo de 2021  | 14.6 % (3.ª)                        | 16.3 % (1.ª)                        |
| 12       | 1        | 15 de mayo de 2021  | 10.7 % (5.ª)                        | 11.6 % (5.ª)                        |
| 12       | 2        | 15 de mayo de 2021  | 15.3 % (3.ª)                        | 16.1 % (3.ª)                        |
| 13       | 1        | 21 de mayo de 2021  | 12.2 % (4.ª)                        | 12.9 % (4.ª)                        |
| 13       | 2        | 21 de mayo de 2021  | 14.4 % (3.ª)                        | 15.6 % (1.ª)                        |
| 14       | 1        | 22 de mayo de 2021  | 10.2 % (4.ª)                        | 10.7 % (5.ª)                        |
| 14       | 2        | 22 de mayo de 2021  | 15.5 % (3.ª)                        | 16.1 % (3.ª)                        |
| 15       | 1        | 28 de mayo de 2021  | 13.2 % (4.ª)                        | 13.8 % (3.ª)                        |
| 15       | 2        | 28 de mayo de 2021  | 14.4 % (3.ª)                        | 15.2 % (1.ª)                        |
| 16       | 1        | 29 de mayo de 2021  | 10.9 % (5.ª)                        | 11.9 % (4.ª)                        |
| 16       | 2        | 29 de mayo de 2021  | 15.3 % (3.ª)                        | 16.6 % (3.ª)                        |
| Promedio | Promedio | Promedio            | 12.6 %                              | 13.6 %                              |

## Banda sonora
El OST de la serie está conformado por las siguientes canciones:

### Parte 1
| No. | Intérpretes            | Canción           | Letra        | Música       | Duración |
| --- | ---------------------- | ----------------- | ------------ | ------------ | -------- |
| 1   | YB (Yoon Do-hyun Band) | "Silence"         | Yoon Do-hyun | Yoon Do-hyun | 3:25     |
| 2   |                        | "Silence" (Inst.) | -            | Yoon Do-hyun | 3:25     |

### Parte 2
| No. | Intérprete   | Canción                             | Letra      | Música     | Duración |
| --- | ------------ | ----------------------------------- | ---------- | ---------- | -------- |
| 1   | Kwak Jin-eon | "A Gloomy Letter" (우울한 편지)     | Yoo Jae-ha | Yoo Jae-ha | 3:40     |
| 2   | Kwak Jin-eon | "A Gloomy Letter" (versión clásica) | Yoo Jae-ha | Yoo Jae-ha | 3:40     |
| 2   |              | "A Gloomy Letter" (Inst.)           | -          | Yoo Jae-ha | 3:40     |

### Parte 3
| No. | Intérprete | Canción          | Letra | Música       | Duración |
| --- | ---------- | ---------------- | ----- | ------------ | -------- |
| 1   | Pyo Ye-jin | "A Walk" (산책)  | Sorri | Lee Han-chul | 3:48     |
| 2   |            | "A Walk" (Inst.) | -     | Lee Han-chul | 3:48     |

### Parte 4
| No. | Intérprete  | Canción              | Letra           | Música         | Duración |
| --- | ----------- | -------------------- | --------------- | -------------- | -------- |
| 1   | Cha Ji-yeon | "All Day" (모범택시) | Jeon Chang-yeob | Advanced y RYS | 3:38     |
| 2   |             | "All Day" (Inst.)    | -               | Advanced y RYS | 3:38     |

### Parte 5
| No. | Intérprete    | Canción            | Letra         | Música                                                 | Duración |
| --- | ------------- | ------------------ | ------------- | ------------------------------------------------------ | -------- |
| 1   | Simon Dominic | "Run Away"         | Simon Dominic | noisemasterminsu, Hyeon, Sean, Tez_Toy y Simon Dominic | 3:16     |
| 2   |               | "Run Away" (Inst.) | -             | Advanced y RYS                                         | 3:16     |

### Parte 6
| No. | Intérprete | Canción              | Letra        | Música                         | Duración |
| --- | ---------- | -------------------- | ------------ | ------------------------------ | -------- |
| 1   | Sanha      | "Moon Light" (달빛)  | Choi Han-sol | Choi Han-sol y Choi Young-hoon | 3:30     |
| 2   |            | "Moon Light" (Inst.) | -            | Choi Han-sol y Choi Young-hoon | 3:30     |

### Parte 7
| No. | Intérprete   | Canción            | Letra        | Música       | Duración |
| --- | ------------ | ------------------ | ------------ | ------------ | -------- |
| 1   | Yoon Do-hyun | "Way Home" (귀로)  | Lee Joo-yeob | Son Sung-jae | 4:25     |
| 2   |              | "Way Home" (Inst.) | -            | Son Sung-jae | 4:25     |

## Premios y nominaciones
| Año  | Categoría                                                   | Premio                               | Nominado(a)    | Resultado |
| ---- | ----------------------------------------------------------- | ------------------------------------ | -------------- | --------- |
| 2021 | Gran Premio (Daesang)                                       | 2021 SBS Drama Award                 | Lee Je-hoon    | Ganó      |
| 2021 | Premio a la gran excelencia, actor en miniserie de fantasía | 2021 SBS Drama Award                 | Lee Je-hoon    | Ganó      |
| 2021 | Premio a la excelencia, actriz en miniserie de fantasía     | 2021 SBS Drama Award                 | Pyo Ye-jin     | Nominada  |
| 2021 | Premio a la excelencia, actriz en miniserie de fantasía     | 2021 SBS Drama Award                 | Esom           | Ganó      |
| 2021 | Mejor actor de reparto en miniserie de fantasía             | 2021 SBS Drama Award                 | Kim Eui-sung   | Ganó      |
| 2021 | Mejor actriz de reparto en miniserie de fantasía            | 2021 SBS Drama Award                 | Cha Ji-yeon    | Ganó      |
| 2021 | Scene Stealer Award                                         | 2021 SBS Drama Award                 | Shim So-young  | Ganó      |
| 2021 | Mejor actor revelación                                      | 2021 SBS Drama Award                 | Choi Hyun-wook | Ganó      |
| 2021 | Best Supporting Team                                        | 2021 SBS Drama Award                 | Model Taxi     | Nominados |
| 2021 | Outstanding Korean Drama                                    | 16th Seoul International Drama Award | Model Taxi     | Ganó      |

## Producción
El 4 de diciembre de 2019, la Seoul Broadcasting System (SBS) anunció que estaba considerando adaptar el webtoon de "The Deluxe Taxi" Carlos (webtoon) y Lee Jae-jin (Keukeu Jae Jin) (encargado de las ilustraciones) a una serie de televisión.
La serie también es conocida como "Taxi Driver", "Deluxe Taxi", "The Deluxe Taxi", "Red Cage" y/o "Exemplary Taxi".
Fue dirigida por Park Joon-woo (박준우), quien contó con el apoyo de los guionistas Lee Ji-hyun (del episodio 11 en adeltante) y Oh Sang-ho (오상호) de los episodios 1 al 10. Por otro lado, la producción estuvo en manos de Lee Ok-gyu.
La primera lectura del guion fue realizada en noviembre de 2020, mientras que el primer video y póster teaser de la serie fueron lanzados el 31 de diciembre del mismo año.
Originalmente la cantante y actriz Lee Na-eun había sido elegida para interpretar a Go-eun, sin embargo en marzo de 2021 la SBS anunció que Na-eun sería excluida de las promociones de la serie SBS debido al reciente escándalo de intimidación y abuso escolar en el que estaba envuelta. Finalmente el 7 de marzo la SBS anunció que habían decidido reemplazarla y que varias escenas del drama volverían a filmarse con una nueva actriz. El 10 de marzo finalmente se anunció que la actriz Pyo Ye-jin reemplazaría a Na-eun como Go-eun.
La serie también contó con el apoyo de las compañías de producción Studio S (de la SBS) y Creative Leaders Group Eight.
En diciembre de 2021 se confirmó que la serie había sido renovada para una segunda temporada, la cual sería estrenada en 2022. El 8 de marzo de 2022, se anunció que la actriz Esom no participaría en la segunda temporada de la serie  debido a problemas de programación con sus próximos proyectos: 2Black Knight", "Starlight Falls" y "Gil Bok Soon" (títulos literales).

### Recepción[78]
El 16 de abril de 2021, Good Data Corporation compartió su nueva clasificación de los dramas y miembros del elenco que generaron más revuelo durante la segunda semana del mismo mes. Las listas se compilaron a partir del análisis de artículos de noticias, publicaciones de blogs, comunidades en línea, videos y publicaciones en redes sociales sobre los dramas que están actualmente al aire o que saldrán al aire próximamente. La serie obtuvo el puesto número cinco en la lista de dramas, mientras que el actor Lee Je-hoon obtuvo el puesto número 8 dentro de los diez miembros del elenco más comentados de la semana.
El 21 de abril de 2021, Good Data Corporation compartió su nueva clasificación de los dramas y miembros del elenco que generaron más revuelo durante la semana del 12 al 18 de abril del mismo año. Las listas se compilaron a partir del análisis de artículos de noticias, publicaciones de blogs, comunidades en línea, videos y publicaciones en redes sociales sobre los dramas que están actualmente al aire o que saldrán al aire próximamente. La serie obtuvo el puesto número tres en la lista de dramas, mientras que el actor Lee Je-hoon ocupó el puesto 4.º puesto dentro de los diez miembros del elenco más comentados de la semana.
El 28 de abril de 2021, Good Data Corporation compartió su nueva clasificación de los dramas y miembros del elenco que generaron más revuelo durante la semana del 19 al 25 de abril del mismo año. Las listas se compilaron a partir del análisis de artículos de noticias, publicaciones de blogs, comunidades en línea, videos y publicaciones en redes sociales sobre los dramas que están actualmente al aire o que saldrán al aire próximamente. La serie obtuvo el puesto número cuatro en la lista de dramas, mientras que el actor Lee Je-hoon ocupó el puesto 5.º puesto dentro de los diez miembros del elenco más comentados de la semana.
El 8 de mayo de 2021, Good Data Corporation compartió su nueva clasificación de los dramas y miembros del elenco que generaron más revuelo durante la semana del 26 de abril al 2 de mayo del mismo año. Las listas se compilaron a partir del análisis de artículos de noticias, publicaciones de blogs, comunidades en línea, videos y publicaciones en redes sociales sobre los dramas que están actualmente al aire o que saldrán al aire próximamente. La serie obtuvo el puesto número dos en la lista de dramas, mientras que los actores Lee Je-hoon y Pyo Ye-jin ocuparon los puestos 6 y 8 respectivamente dentro de los diez miembros del elenco más comentados de la semana.
El 16 de mayo de 2021, Good Data Corporation compartió su nueva clasificación de los dramas y miembros del elenco que generaron más revuelo durante la semana del 3 al 9 de mayo del mismo año. Las listas se compilaron a partir del análisis de artículos de noticias, publicaciones de blogs, comunidades en línea, videos y publicaciones en redes sociales sobre los dramas que están actualmente al aire o que saldrán al aire próximamente. La serie obtuvo el puesto número 4 en la lista de dramas, mientras que el actor Lee Je-hoon ocupó el puesto 3 dentro de los diez miembros del elenco más comentados de la semana.
El 18 de mayo de 2021, Good Data Corporation compartió su nueva clasificación de los dramas y miembros del elenco que generaron más revuelo durante la semana del 10 al 16 de mayo del mismo año. Las listas se compilaron a partir del análisis de artículos de noticias, publicaciones de blogs, comunidades en línea, videos y publicaciones en redes sociales sobre los dramas que están actualmente al aire o que saldrán al aire próximamente. La serie obtuvo el quinto puesto en la lista de dramas, mientras que el actor Lee Je-hoon ocupó el 6.º puesto dentro de los diez miembros del elenco más comentados de la semana.
El 25 de mayo de 2021, Good Data Corporation compartió su nueva clasificación de los dramas y miembros del elenco que generaron más revuelo durante la semana del 17 al 23 de mayo del mismo año. Las listas se compilaron a partir del análisis de artículos de noticias, publicaciones de blogs, comunidades en línea, videos y publicaciones en redes sociales sobre los dramas que están actualmente al aire o que saldrán al aire próximamente. La serie obtuvo el puesto número 5 en la lista de dramas, mientras que los actores Lee Je-hoon y Cha Ji-yeon ocuparon los puestos 7 y 10 respectivamente dentro de los diez miembros del elenco más comentados de la semana.
El 1 de junio de 2021, Good Data Corporation compartió su nueva clasificación de los dramas y miembros del elenco que generaron más revuelo durante la semana del 24 al 30 de mayo del mismo año. Las listas se compilaron a partir del análisis de artículos de noticias, publicaciones de blogs, comunidades en línea, videos y publicaciones en redes sociales sobre los dramas que están actualmente al aire o que saldrán al aire próximamente. La serie obtuvo el puesto número 6 en la lista de dramas, mientras que el actor Lee Je-hoon ocupó el puesto 9 dentro de los diez miembros del elenco más comentados de la semana.